# Șag
Șag es una comuna ubicada en el distrito de Timiș, Rumania.

## Superficie
Posee una superficie de 34,02 kilómetros cuadrados.

## Demografía
Hasta 2021 la población era de 5303 habitantes, con una densidad de población de 155,9 habitantes por kilómetro cuadrado.